# Троил
Троил (на старогръцки: Τρωίλος, Troilos; на латински: Troilus) в древногръцката митология е син на Хекуба, царицата на Троя. Според едни версии е син на Приам, а според друга на Аполон.
Убит е в троянската равнина от Ахил. Според най-разпространения вариант на мита, това се е случило в самото начало на войната, когато Троя не била обсадена и Троил излязъл извън стените на града да напои коня си. Там го видял Ахил, настигнал го и го убил. Според друга версия убийството станало през последната година на войната, непосредствено преди смъртта на Ахил. И в двата варианта обаче присъства храма на Аполон – там потърсил убежище Троил след като Ахил го подгонил. Така се и обяснява последващото участие на Аполон в смъртта на Ахил – като отмъщение за оскверняването на светилището му.
В средновековни и ренесансови прочити на Троянската война, Троил се влюбва в Кресида. Най-известната версия е разработена в пиесата на Шекспир, „Троил и Кресида“.